# Ambavioideae
Ambavioideae, biljna potporodica, dio porodice Annonaceae.. Sastoji se od dva tribusa; tipični rod je Ambavia Le Thomas, sa dvije vrste drveća sa Madagaskara.

## Tribusi i rodovi
1. Tribus Tetramerantheae
  1. Tetrameranthus R. E. Fr. (8 spp.)
  2. Cleistopholis Pierre ex Engl. (3 spp.)
  3. Ambavia Le Thomas (2 spp.)
  4. Mezzettia Becc. (4 spp.)
2. Tribus Canangeae Chaowasku
  1. Lettowianthus Diels (1 sp.)
  2. Cananga (DC.) Hook. fil. & Thomson (2 spp.)
  3. Cyathocalyx Champ. ex Hook. fil. & Thomson (8 spp.)
  4. Drepananthus Maingay ex Hook. fil. & Thomson (27 spp.)